# Шпильрейн, Ян Николаевич
Ян Николаевич Шпильрейн (первоначально Яков Нафтулович Шпильрейн; 14(26) июня 1887, Ростов-на-Дону — 21 января 1938, Коммунарка) — советский математик, инженер, учёный в области теоретической механики и электротехники. Доктор технических наук (1934), профессор (1921). Член-корреспондент АН СССР (1 февраля 1933 года). В 1938 году расстрелян. Посмертно реабилитирован 4 февраля 1956 года.

## Биография

### Ранние годы
Родился в Ростове-на-Дону, в еврейской купеческой семье. Отец — уроженец Варшавы, энтомолог по образованию, а впоследствии купец 1-й гильдии Нафтуля (Нафтулий Мойшевич, Николай Аркадьевич) Шпильрейн (1861—1938); мать — зубной врач Ева Марковна Шпильрейн (урождённая Люблинская, 1863—1922). Отец поселился в Ростове в 1883 году и был занят в производстве и распространении корма для крупного рогатого скота. Дед по материнской линии — резник ростовской хоральной синагоги Марк Пинхусович Люблинский (1833—?) — поселился в Ростове в 1853 году. Сначала родители жили в арендованной квартире по улице Никольской на углу Соборного переулка, в 1890—1894 годах — в Варшаве, с 1894 года — на улице Никольской, 10, в Ростове. С 1897 года семья жила в специально выстроенном трёхэтажном доходном доме по улице Пушкинской, 97. В 1895—1897 годах Я. Н. Шпильрейн вместе с сестрой учился в музыкальных классах при Ростовском-на-Дону отделении Русского музыкального общества (по классу игры на фортепиано А. С. Филоновой).

### Образование
Окончил отделение физико-математических наук Сорбонны (1907, с отличием) и Высшую политехническую школу в Карлсруэ (Polytechnische Hochschule, 1911). С 1911 года был ассистентом профессора в Штутгартском университете. Защитил диссертацию под руководством Фрица Эмде (1873—1951). В 1916 году опубликовал первое издание своего учебника по векторному исчислению в теоретической механике и электротехнике (на немецком языке). Во время Первой мировой войны был некоторое время интернирован как гражданин враждебной державы. Во второй половине 1918 года вернулся из Штутгарта в Россию, преподавал в Краснодарском политехническом институте. В 1920—1921 годах работал в Бюро иностранной науки и техники (БИНТ) в Москве.

### Научная карьера
С 1921 года — профессор (позже декан) электротехнического факультета Московского высшего технического училища. Одновременно работал в Техническом отделе ВСНХ, научным консультантом в Главэлектро, научным руководителем Московского института метрологии (Палата мер и весов), председателем Московского отделения Центрального электротехнического совета (организованного для разработки плана ГОЭЛРО), членом квалификационной комиссии наркомата тяжёлой промышленности и ВАК.
В 1930 году вместе с К. А. Кругом на основе электротехнического факультета МВТУ (деканом которого он был) и одного из факультетов Института народного хозяйства им. Г. В. Плеханова создал Московский энергетический институт. До конца жизни был профессором, заведующим кафедрой высшей математики, деканом общего и электрофизического факультетов Московского энергетического института. Был редактором студенческих научных журналов «ФизЭН» и «Вопросы электрофизики». С 1935 года — одновременно профессор энергетического факультета Университета физико-химии и энергетики имени академика Н. Д. Зелинского при Всесоюзном научном инженерно-техническом обществе энергетиков в Москве.
Труды по применению векторного исчисления, тензорного анализа и других математических методов в электротехнике, теплотехнике и радиотехнике. Автор первого в СССР справочника по специальным функциям в инженерных расчётах, одним из первых ввёл векторное изложение в курс теоретической механики. Переводил научную литературу с немецкого языка.

### Гибель
Арестован 10 сентября 1937 года по обвинению в участии в «Демократической партии». По информации Мемориала, 21 января 1938 года расстрелян и похоронен на полигоне Коммунарка. Общее собрание АН СССР, проходившее 29 апреля 1938 года, исключило Шпильрейна из состава академии постановлением № 5. Реабилитирован решением ВКВС СССР от 4 февраля 1956 года, в Академии Наук восстановлен посмертно Общим собранием 5 марта 1957.

## Семья
- Жена (с 1910 года) — химик Сильвия Борисовна Шпильрейн (урождённая Рысс, фр. Cécile Spielrein), сестра литературного и театрального критика Ильи Березарка; выпускница Сорбонны, её диссертация «Equilibre du sulfate de lithium avec les sulfates alcalins en présence de leurs solutions mixtes» была издана в 1913 году (Paris: É. Larose, 1913)[18]. Её сестра — Софья Борисовна Рысс (1884—1964), искусствовед, с 1912 года была замужем за немецким социалистом Карлом Либкнехтом[19].
  - Дочь — Ирина Яновна Михайлова (1911—1980).
  - Дочь — танцовщица Марьяна Яновна Шпильрейн (в первом браке Суворова, во втором — Родионова; 1915 или 1918—2002), выпускница отделения пластики Техникума имени Луначарского, ученица Л. Н. Алексеевой, руководитель танцевального ансамбля «Ритмы времени», педагог-методист по художественной гимнастике. В 1935—1939 годах была замужем за учёным в области оптики и аэрофотосъёмки Евгением Сергеевичем Майзелем (1912—1944), сыном физика С. О. Майзеля, братом композитора Б. С. Майзеля.[20]
- Братья — психотехник и лингвист Исаак Нафтулович Шпильрейн (1891—1937) и биолог Эмиль Николаевич (Нафтульевич) Шпильрайн (1899—1938); оба — расстреляны.
- Сестра — психоаналитик Сабина Николаевна Шпильрейн (1885—1942), расстреляна немцами во время оккупации Ростова-на-Дону.
- Племянники — Эвальд Эмильевич Шпильрайн, физик; Евгений Самойлович Рысс, писатель; Симон Михайлович Рысс, учёный-гастроэнтеролог, член-корреспондент АМН СССР.

## Монографии
- Jean Spielrein. Lehrbuch der Vektorrechnung nach den Bedürfnissen in der technischen Mechanik und Elektrizitätslehre. Stuttgart: Konrad Wittwer, 1916. — 408 s[21].
- Jean Spielrein. Vectorrechnung: Lehrbuch der vektorrechnung nach den bedürfnissen in der technischen mechanik und elektrizitätslehre. 2 verb. und verm. Aufl. Mit 62 textabbildungen und einer formelsammlung. Stuttgart: Verlag von Konrad Wittwer, 1926. — 434 s.
- Векторное исчисление. Руководство для инженеров и физиков. М.—Л.: Госиздат, 1925. — 324 стр.
- Теория поля. Составлено по лекциям проф. Я. Н. Шпильрейна для специальности радио. М.: НЭО, 1931.
- Начальные сведения по электричеству. М.—Л.: Энергоиздат, 1933.
- Таблицы специальных функций: числовые значения, графики и формулы. М.—Л.: ОНТИ НКТП, часть 1 — 1933, часть 2 — 1934.
- Векторное исчисление для инженеров-электриков и физиков. В 2-х частях: Векторная алгебра и линейные вектор-функции. М.-Л.: Объединённое научно-техническое издательство, Главная редакция энергетической литературы, 1936. — 215 стр.
- Современные математические методы в применении к вопросам электротехники и теплотехники. М.-Л.: Объединённое научно-техническое издательство, Главная редакция энергетической литературы, 1936.

## Переводы и редактирование
- Ковалевский, Гергард. Введение в исчисление бесконечно малых / Г. Ковалевский, проф. Праж. ун-та ; Пер. Е. Рабиновича; Под ред. проф. Я. Н. Шпильрейна. — Берлин: И. П. Ладыжников, 1923. — 114 с. — (Б-ка соврем. знания ; I). Напеч. в Лейпциге.
- Линдов, М. Дифференциальное исчисление с приложением к технике и многочисленными примерами и задачами / М. Линдов; Пер. Е. Рабиновича под ред. проф. Я. Н. Шпильрейна. — Берлин : И. П. Ладыжников, 1923. — 123 с.: — (Б-ка соврем. знания; 8).
- Брик, Хельмут. Провода и кабели, их изготовление и применение в электротехнике / Г. Брик ; Пер. инж. А. Берестнева под ред. проф. Шпильрейна. — Берлин : И. П. Ладыжников, 1923. — 121 с. — (Б-ка соврем. знания ; 23).
- Видмар, Милан. Экономические законы проектирования электрических машин: С 7 рис. / Видмар, М., д-р техники; Пер. инж. Л. П. Подольского; Под ред. проф. Я. Н. Шпильрейна. — М. : Гос. техн. изд-во, 1924. — 109 с. — (Инж. пром. б-ка : Б / Науч.-техн. отд. ВСНХ ; N II-13).
- Кукель-Краевский, Сергей Андреевич. Элементы и аккумуляторы / С. А .Кукель. — М.; Л.: Центр. упр. печати ВСНХ СССР, 1926. — 92 с. — (Техн.-экон. б-ка / ВСНХ ЦУП — ВЦСПС Культотд.. Электротехника / Под ред. проф. Я. Н. Шпильрейна и С. А. Кукеля). — Напеч. в Москве.
- Бекнев, Сергей Александрович. Автостроение и авторемонт / Инж. С. А. Бекнев; Под ред. проф. Н. Ф. Чарновского и инж. Д. Г. Щеголькова. — М. ; Л. : Промиздат, 1926. — 109 с. — (Пром.-техн. б-ка / Под ред. проф. Н. Ф. Чарнавского, проф. Я. Н. Шпильрейна, проф. В. П. Кравец и инж. А. А. Федотова).
- Соколовский, И. И., Аналитическая геометрий в векторном изложении (прямые и плоскости) . С 500 задачами с ответами и решениями. С предисл. проф. Я. Н. Шпильрейна / — М., Изд-во Общ. потребителей Моск. высш. техн. училища, 1926. — 276 с.
- Жане, Поль. Общий курс электротехники / Пер. с фр. под ред. Я. Н. Шпильрейна. М.: Гостехиздат, 1928 и 1929.
- Френкель Альфред. Теория переменных токов. Пер. с 3-го перер. немец. изд. и дополнения проф. Я. Н. Шпильрейна. Учеб. пособие для энергетических вузов. / М. —Л., Энергоиздат, тип. им. Евг. Соколовой в Лгр., 1933.
- Хэг, Б. Электромагнитные расчёты / пер. с англ. П. В. Борисоглебского и др., под ред. Я. Н. Шпильрейна. — М.; Л.: ОНТИ, 1934.
- Гюнтер, Г. Энергетика будущего / пер. с нем. и ред. проф. Я. Н. Шпильрейна, предисл. Г. М. Кржижановского, вице-президента Акад. наук СССР. — 3-е изд., испр. и доп. — М.; Л.: ОНТИ, 1936.

## Статьи
- Jean Spielrein. Die Induktivität eisenfreier Kreisringspulen. Archiv für Elektrotechnik. Band 3, Nr. 7, 1915, S. 187—202.
- Jean Spielrein. Vektorielle Darstellung der Lorentztransformation. Archiv für Elektrotechnik. Band 11, Nr. 6, 1922, S. 230—237.
- Jean Spielrein. Über die angenäherte Bestimmung der Kapazität: Elektrische Kapazität aus dem Kraftlinienbild eines parallelebenen elektrostatischen Feldes. In: Archiv für Elektrotechnik. Band 10, Nr. 10, 1922, S. 371—373.
- Jean Spielrein. Über ungeschlossene Wirbellinien. In: Archiv für Elektrotechnik. Band 18, Nr. 4, 1927, S. 366—368.
- Jean Spielrein. Die Induktivität eisenfreier Kreisringspulen: Bemerkung zu meinem gleichnamigen Aufsatz im Arch. Elektrotechn. 1915 H. 7 S. 187. Archiv für Elektrotechnik. Band 26, Nr. 10, 1932, S. 744.